# Sarcófagos de Cerro El Tigre
Los Sarcófagos de Cerro El Tigre son un sitio arqueológico Bongareño ubicado en departamento de Amazonas, Perú. El sitio fue hallado en 2013.
Está emplazado en un farallón del cerro El Tigre, una altitud de 2,928 m s. n. m., en el anexo San Gerónimo del distrito de Jazán, provincia de Bongará, departamento de Amazonas, en la margen izquierda del río Utcubamba.
En el interior albergan momias de niños que pertenecieron a la alta jerarquía. 
Se encuentra acondicionadas con muros de contención para colocar los sarcófagos. Los sarcófagos están elaborados en su interior de caña y palos delgados atados con fibras vegetales, cubiertos con dos capa de barro y pajilla. Sobre la superficie está decorado con polícroma en blanco, rojo, gris violáceo y ocre amarillo.
Esta distribuidos en dos grupos: en la superior del farallón con seis sarcófagos y en la parte inferior por dieciocho sarcófagos.